# 旧关仔角钟楼

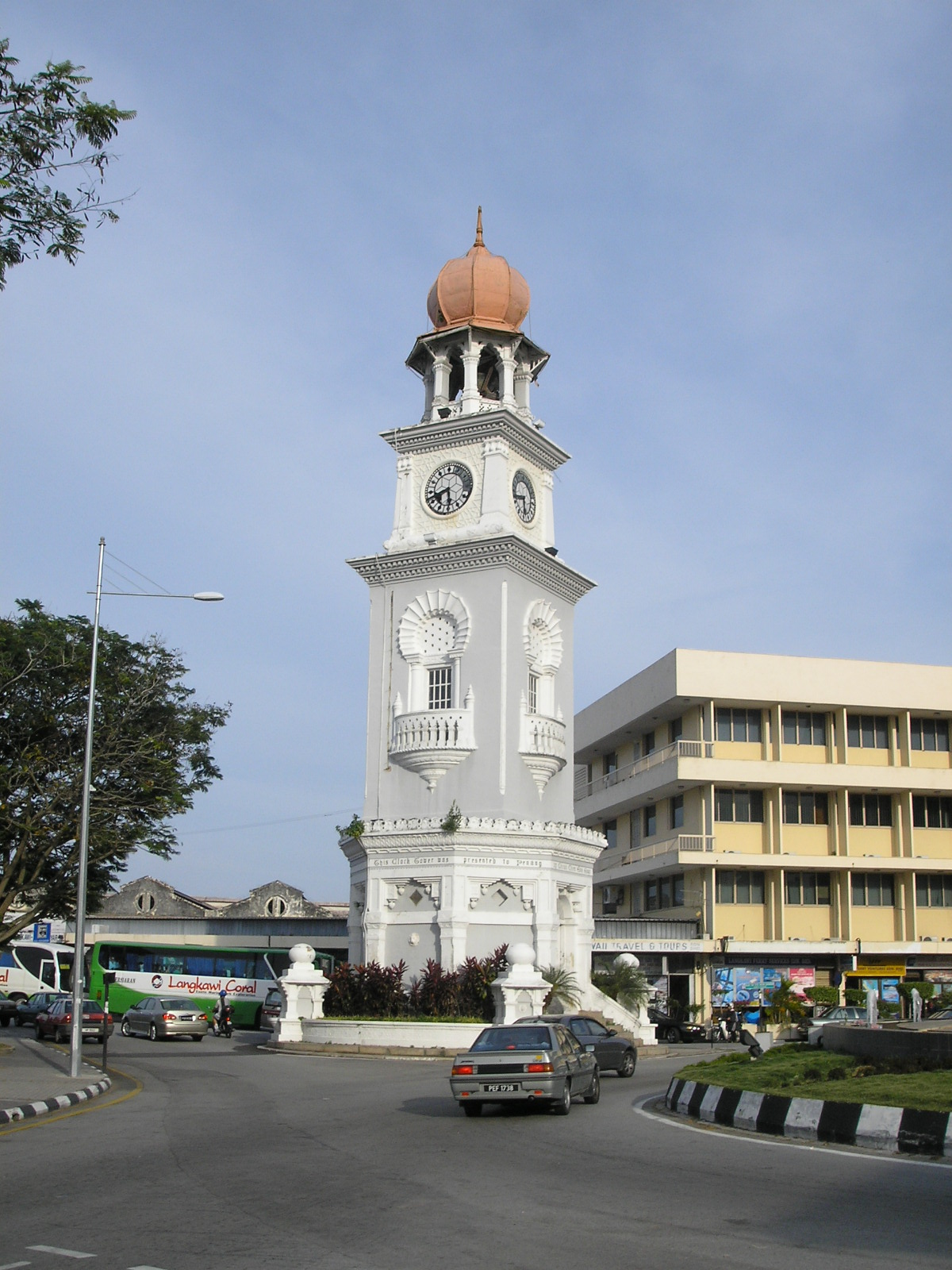
旧关仔角钟楼

旧关仔角钟楼（Jubilee Clock Tower）是马来西亚乔治市的一座摩尔式钟楼，位于莱特街（Light Street/Lebuh Light）和土库街（Beach Street/Lebuh Pantai）的十字路口，为庆祝1897年维多利亚女王钻禧庆典而建。钟楼高60英尺，每英尺代表女王在位的一个年份。钟楼后方为康华利斯堡围墙的一角。
旧关仔角钟楼稍微倾斜，为第二次世界大战期间盟军（或日军）轰炸的后果。